# Asker Fotball
Asker Fotball is een Noorse voetbalclub uit de gemeente Asker. De club werd opgericht in 1889 en speelt zijn wedstrijden in het Føyka Stadion en speelde tot en met 2022 in de 2. Divisjon. Sindsdien komt de club uit op het vierde niveau. De clubkleuren zijn zwart-wit.